# Коцёлек, Ярослав
Ярослав Коцёлек (укр. Ярослав Коцьолок; псевдоним: «Крылач») — украинский националистический деятель, поручик УПА, командир сотен «Ударники-6», «Ударники-8» в 26-м Тактическом отделе «Лемко» группы УПА-Запад. Рыцарь Бронзового Креста Боевой Заслуги.

## Биография
Ярослав Коцёлек родился 1 апреля 1922 года, в селе Даровичи Перемышльского уезда. Начальную школу проходил в своем родном селе. В 1935 году продолжил дальнейшее обучение в Перимишльськой гимназии им. Маркияна Шашкевича, которую закончил в 1939 году.
В 1941 году стал членом Организации украинских националистов (ОУН). В 1942 году, направлен в школу украинской вспомогательной полиции во Львове, по окончании которой служил в полиции в с. Нижанковичи, (Паенченский повят). Во время службы Ярослав активно занимался развитием украинского националистического подполья в регионе.
Летом 1944 года дезертировал из полиции и вступил в ряды УПА. Сначала командир четы в сотни «Стаха» («Ударники-8»), позже в течение некоторого времени и сам её командир.
Затем возглавлял сотню «Ударники-6». 25 мая 1947, по приказу заместителя руководителя ОУН на Закерзонье Василия Галасы-«Орлана», сотни «Ударники-4», «Ударники-6» и «Ударники-7» объединились в один курень, под командованием Владимира Щигельского.
Погиб 13 июня 1947 при переходе на Запад, в лесу возле села Завадка Перемышльского повята, Подкарпатское воеводство.
Приказом УПА-«Запад» ч.18 от 01.03.1946 Коцёлек был награждён Бронзовым Крестом Боевой Заслуги.